# Euomphalina
Az Euomphalina az állatok (Animalia) országának  a puhatestűek (Mollusca) törzsének a csigák (Gastropoda) osztályájának egyik rendje.

## Rendszerezés
Az osztályba az alábbi öregcsaládok és családok tartoznak.
- Euomphaloidea –  9 család
  - Anomphalidae
  - Euomphalidae
  - Helicotomidae
  - Holopeidae
  - Lesueurillidae
  - Omphalotrochidae
  - Planitrochidae
  - Pseudophoridae
  - Raphistomatidae

- Macluritoidea – 2 család
  - Archaeospiridae – kihalt
  - Macluritidae

- Ophiletoidea – 1 család
  - Ophiletidae

- Platyceratoidea – 1 család 
  - Platyceratidae